# Georgs Golovkovs
Georgs Golovkovs (* 12. července 1995, Riga) je lotyšský profesionální hokejový útočník a reprezentant. Aktuálně působí v dánském klubu Odense Bulldogs.

## Hráčská kariéra
Golovkovs je odchovancem klubu HC Riga, ve kterém působil až do roku 2012, v roce 2012/2013 odešel do klubu HK Juniors, hrajícího nejvyšší lotyšskou ligu. V roce 2013 přestoupil do kanadského zýmu Drummondville Voltigeurs, hrajícího juniorskou soutěž QMJHL. Po dvou sezónách přestoupil do lotyšského týmu Riga Prizma. V roce 2016 přestoupil do klubu Dinamo Riga, hrajícího KHL, ze kterého po dvou sezonách odešel do týmu Liepaja, hrajícího nejvyšší lotyšskou ligu. Sezónu 2018/2019 strávil v anglickém klubu Milton Keynes, v anglické lize působil i v sezóně 2019/2020 a to v týmu Nottingham. V následující sezóně přestoupil Golovkovs do švédského týmu Stromsbro IF, ještě v průběhu sezóny přestoupil do dánského klubu Odense Bulldogs. V roce 2021/2022 přestoupil do švédského celku Almtuna, v průběhu sezóny 2022/2023 odešel do klubu Sodertalje SK. V sezóně 2023/2024 odešel do klubu Ostersund. Sezónu 2024/2025 zahájil v týmu Kalmar. V listopadu 2024 byl oznámen jako nová posila týmu HC Frýdek-Místek, hrajícího Maxa ligu, který je farmou HC Oceláři Třinec, který hraje ELH. V létě 2025 se vrátil do týmu Odense Bulldogs.

## Reprezentace
Golovskovs byl nominován na mistrovství světa 2023, kde společně s lotyšskou reprezentaci získal bronzové medaile.